# Banderoleuse
Une banderoleuse est une machine utilisée pour le conditionnement des palettes dans l'industrie. Le principe est d'appliquer un film plastique très fin (13 à 30µm) autour de la palette pour la protéger et la stabiliser avant son stockage et son transport. Elles peuvent être automatiques ou semi-automatiques, à plateau tournant ou à bras tournant.
Elle est très répandue dans l'industrie à forte production, où un opérateur ne peut pas suivre la cadence à la main. Les banderoleuses semi-automatiques peuvent supporter une trentaine de palettes à l'heure, une soixantaine pour les machines automatiques.

## Les banderoleuses semi-automatiques
Contrairement aux banderoleuses automatiques, une banderoleuse semi-automatique ne démarre pas toute seule. Elle suit toujours le même schéma :
- l'opérateur amène la palette dans la zone de filmage,
- l'opérateur accroche le film sur la palette, puis lance son programme de banderolage,
- à la fin du programme, l'opérateur coupe le film et retire la palette.

Plusieurs types de programmes permettent un banderolage spécifique à chaque palette (tours de renforts, vitesse de rotation, etc.).

## Les banderoleuses automatiques
Une banderoleuse automatique fonctionne sur le même principe mais l'opérateur n'a plus à agir sur la machine. Elle suit toujours le même schéma :
- la palette avance sur un convoyeur en direction de la banderoleuse,
- la banderoleuse détecte la présence de la palette et arrête son avancée,
- le film se dépose, s'enroule et se coupe de manière automatique,
- une fois le banderolage terminé, le convoyeur se remet en route pour sortir la palette.

Ce type de machine, très volumineux, s'intègre généralement dans une chaîne de production entièrement automatisée.

## Étirage et pré-étirage du film
Suivant la technologie du chariot, le film va être simplement étiré ou bien pré-étiré avant sa dépose sur la palette.

### Chariot standard
Sur un chariot standard, le film est étiré par la rotation de la palette. Lorsque la palette entraîne le film dans sa rotation, un rouleau à frein mécanique ou électromagnétique vient retenir le film. Cela entraine un allongement du film et un rétrécissement de sa hauteur. Ce simple étirage a pour conséquence la dégradation de produits fragiles, et le déplacement de produits légers. Il n'est pas adapté aux palettes débordantes (décalage entre la charge et les planches de la palette). Le film étirable aura aussi tendance à casser souvent sur des palettes dont la charge est hétérogène.
Sur ce type de chariot, la longueur d'étirement et la force de dépose sont difficilement contrôlables.

### Chariot à pré-étirage fixe et variable
Préétirage fixe 
Sur ce type de chariot, un moteur entraine un rouleau qui vient "sortir" le film à une vitesse donnée. Un second rouleau, qui tourne plus vite grâce à un système de pignons ou de poulies, va allonger le film avant de sortir du chariot. Comme le film est étiré dans le chariot, il est déposé sans trop forcer sur la palette. On peut obtenir un préétirage du film entre 0% et 250%, voire 300% sur des modèles récents.
Préétirage variable 
Les machines les plus perfectionnées peuvent avoir un préétirage motorisé variable entre 0 et 400%, obtenu grâce à 2 moteurs: les 2 rouleaux du chariot sont donc pilotés individuellement  (ou 1 moteur + 1 frein électromagnétique), il n'y a plus de pignons ou de poulies qui définissent le rapport de préétirage. Le préétirage peut donc être réglé très finement grâce aux vitesses différentes des 2 moteurs (ou 1 moteur + 1 frein électromagnétique).

## Sécurité des machines et prévention des risques professionnels
Les banderoleuses sont des machines. Les machines peuvent, si aucune mesure de prévention n'est prise, présenter des risques pour les opérateurs et tierces personnes amenés à les côtoyer. D'un point de vue réglementaire, leur conception et leur utilisation doivent être conformes, entre autres :
- à la directive "Machines" 2006/42/CE d'un point de vue conception
- à la directive 2009/104/CE qui s’adressent aux utilisateurs de machines

### Conception des banderoleuses
Conformément aux dispositions de la directive "Machines" 2006/42/CE, transposée en droit national dans le code du travail, les fabricants doivent réduire les risques dès la conception et respecter les Exigences Essentielles de Santé et de Sécurité listées dans son Annexe I.
Pour les aider dans leur démarche, les fabricants pourront s'appuyer sur la norme NF EN ISO 12100 qui décrit les principes généraux de conception des machines ainsi que sur les brochures INRS relatives à la prévention des risques mécaniques et à la conception des systèmes de commande.

### Utilisation des banderoleuses
Afin de préserver la santé et la sécurité des travailleurs, l’employeur doit s’assurer que les machines sont sûres et conformes et que leur utilisation n’expose pas les salariés à des risques, et ceci dans toutes leurs phases de vie.
A cet effet, il doit réaliser l’évaluation des risques liés à la machine dont les résultats seront transcrits dans le Document unique d’évaluation des risques.
De plus, l’employeur a l’obligation de maintenir la machine en état de conformité (L.4321-1 du Code du travail).